# 4032 Chaplygin
4032 Chaplygin је астероид главног астероидног појаса чија средња удаљеност од Сунца износи 2,182 астрономских јединица (АЈ).
Апсолутна магнитуда астероида је 14,3.